# アンハルト＝アッシャースレーベン

アンハルト＝アッシャースレーベン侯領
Fürstentum Anhalt-Aschersleben

アンハルト＝アッシャースレーベン（茶色上部）

アンハルト＝アッシャースレーベン侯領（Fürstentum Anhalt-Aschersleben）は、現在のザクセン＝アンハルト州のアッシャースレーベンに居を構えたアスカン家が統治した神聖ローマ帝国の侯領の一つ。1252年から1315年にかけてアンハルト侯領の一部として成立した。

## 歴史
1252年にアンハルト侯領が分割され、アンハルト＝アッシャースレーベン、アンハルト＝ベルンブルク、アンハルト＝ツェルプストの各侯領が創設された。ハインリヒ1世の長男ハインリヒ2世は、1244年より父親の共同統治者であった。分割の過程で、ハインリヒ2世はハルツ山脈の北、アッシャースレーベンに居を構え、1266年にアッシャースレーベンに都市特権を与えた。
1315年にハインリヒの孫オットー2世が男子相続人を残さずに亡くなると、首都アッシャースレーベンを含む侯領はオットー2世の父の従兄弟で債権者のハルバーシュタット司教アルブレヒトにより領地として接収された。1年後、アンハルト＝ベルンブルク公ベルンハルト2世はハルバーシュタットの領有を認めたが、アッシャースレーベンはベルンハルト2世の後継者とハルバーシュタット司教の間でしばしば紛争の原因となった。それにもかかわらず、司教区の一部にとどまり、1648年にハルバーシュタット侯領として世俗化され、アンハルト＝アッシャースレーベンを含む領地はブランデンブルク＝プロイセンに与えられた。

## 歴代侯爵
- ハインリヒ2世（1252年 - 1266年）
- オットー1世（1266年 - 1304年）
  - ハインリヒ3世（1266年 - 1283年） - 共同統治
- オットー2世（1304年 - 1315年）

## 脚注

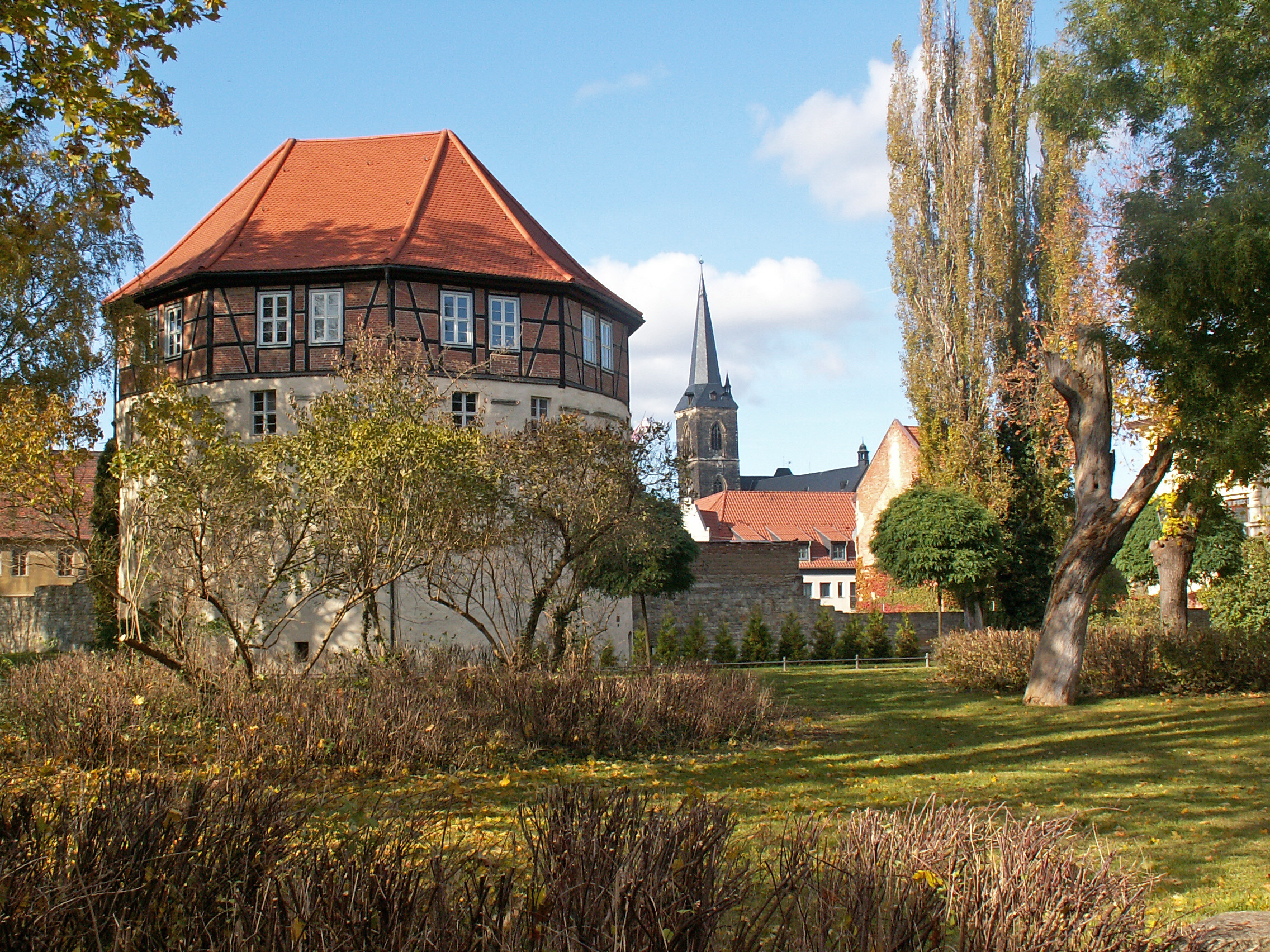
アッシャースレーベン